# Jagoš Vuković
Jagoš Vuković (in serbo Jaгoш Bукoвић?; Vrbas, 10 giugno 1988) è un ex calciatore serbo, di ruolo difensore.

## Biografia
È il fratello minore di Slobodan Vuković, classe 1986, anch'egli calciatore di ruolo difensore.

## Caratteristiche tecniche
Alto 195 cm è un difensore centrale, abile nei contrasti, forte fisicamente e nei colpi di testa.

## Carriera

### Club
Dopo aver debuttato con la Stella Rossa Belgrado tra i professionisti nel 2005, dopo un anno si trasferì nell'altra squadra di Belgrado ovvero il Rad.
Nell'estate del 2009, dopo 3 ottime stagione al Rad, si trasferì al PSV Eindhoven. Debuttò con la maglia del PSV nel massimo campionato olandese il 14 settembre 2009 nella partita vinta per 4-3 contro il De Graafschap. Tuttavia ad Eindhoven Vuković trovò poco spazio tanto che nel 2011 venne ceduto in prestito al Roda JC (con cui disputò 25 partite nella stagione 2011-2012), e al ritorno dal prestito, nella stagione 2012-2013, giocò solamente con la squadra under-21 del PSV.
Nel 2013, al termine del suo contratto col club olandese, tornò in patria andando a giocare nelle file del Vojvodina. Dopo 6 mesi in cui (tranne in 3 occasioni) fu sempre titolare si trasferì in Turchia al Konyaspor.
Dopo 3 anni e mezzo in cui fu titolare al Konyaspor, venne acquistato per 2 milioni di euro dall'Olympiacos. Tuttavia con il club greco Vuković trovò poco spazio giocando solo 5 partite in 6 mesi (di cui solo 1 in campionato), tanto che il 22 gennaio 2018 venne ceduto in prestito in Italia al Verona per trovare più spazio anche in vista dei Mondiali 2018 per avere più chance di essere convocato di quante ne avesse in Grecia.
Debutta da titolare con gli scaligeri il 28 gennaio 2018, segnando di testa il goal dell'1-0 nella netta vittoria della squadra veneta per 4-1 in casa della Fiorentina. A fine campionato gli scaligeri non riescono a salvarsi, retrocedendo malamente da penultimi in classifica, lui non viene riscattato e per di più non viene convocato per Russia 2018.
Torna quindi all'Olympiakos e questa volta è titolare del club greco. Il 3 settembre 2019, rescinde il contratto con il club.
Il 28 febbraio 2020, il difensore serbo firmerà a costo zero per il Qingdao Huanghai, dove sarà protagonista di un super gol di testa segnato nella sua settima presenze contro il Guangzhou R&F.
Il 1º aprile 2022, rescinde ufficialmente il contratto con il club cinese.

### Nazionale
Dopo aver rappresentato la Nazionale under-21 serba (con cui disputò anche il campionato europeo di categoria giocando tutte e 3 le partite della squadra eliminata al primo turno nel girone da Italia e Svezia arrivando terza con 2 punti davanti alla Bielorussia che ne fece uno solo), debuttò in Nazionale maggiore il 14 novembre 2009 alla prima convocazione in assoluto in una partita amichevole vinta in trasferta a Lurgan contro l'Irlanda del Nord. Giocò anche la partita amichevole giocata 4 giorni dopo vinta per 1-0 a Londra contro la Corea del Sud.
Tuttavia per molto tempo venne ignorato dai vari commissari tecnici che si susseguirono tra il 2010 (anno in cui non fu convocato ai Mondiali pur risultando nella lista nei pre-convocati) e il 2016 sulla panchina della Nazionale serba prima di tornare a giocare con i balcanici nel settembre 2016, richiamato da Slavoljub Muslin che lo fece giocare titolare (oltre che per tutti i 90 minuti di gioco) nella partita pareggiata in casa per 2-2 contro l'Irlanda.
Nonostante avesse giocato 5 partite di qualificazione ai Mondiali (a cui la Serbia si è qualificata da prima), dopo la sollevazione di Slavoljub Muslin e il conseguente arrivo di Mladen Krstajić, viene inizialmente convocato per le amichevoli di novembre contro Cina e Corea del Sud, giocando solo contro la seconda; Krstajić ha seguito più una linea verde rispetto al suo predecessore convocando giocatori più giovani in ogni reparto, tra cui Nikola Milenković della Fiorentina, che (in virtù di un'ottima seconda parte di stagione alla Viola) lo ha scavalcato nelle convocazioni ai Mondiali 2018 a cui lui ha partecipato a scapito di Vuković che quindi non è neppure rientrato nella lista dei pre-convocati della Serbia in vista del Mondiale in Russia.

## Statistiche

### Presenze e reti nei club
Statistiche aggiornate al 13 maggio 2018.
| Stagione            | Squadra             | Campionato          | Campionato | Campionato | Coppe nazionali | Coppe nazionali | Coppe nazionali | Coppe continentali | Coppe continentali | Coppe continentali | Altre coppe | Altre coppe | Altre coppe | Totale | Totale |
| Stagione            | Squadra             | Comp                | Pres       | Reti       | Comp            | Pres            | Reti            | Comp               | Pres               | Reti               | Comp        | Pres        | Reti        | Pres   | Reti   |
| ------------------- | ------------------- | ------------------- | ---------- | ---------- | --------------- | --------------- | --------------- | ------------------ | ------------------ | ------------------ | ----------- | ----------- | ----------- | ------ | ------ |
| 2005-2006           | Stella Rossa        | SL                  | 1          | 0          | CS              | 0               | 0               | -                  | -                  | -                  | -           | -           | -           | 1      | 0      |
| 2006-2007           | Rad Belgrado        | SL                  | 25         | 2          | -               | -               | -               | -                  | -                  | -                  | -           | -           | -           | 25     | 2      |
| 2007-2008           | Rad Belgrado        | SL                  | 31         | 1          | -               | -               | -               | -                  | -                  | -                  | -           | -           | -           | 31     | 1      |
| 2008-2009           | Rad Belgrado        | SL                  | 27         | 2          | -               | -               | -               | -                  | -                  | -                  | -           | -           | -           | 27     | 2      |
| Totale Rad Belgrado | Totale Rad Belgrado | Totale Rad Belgrado | 82         | 5          |                 | -               | -               |                    | -                  | -                  |             | -           | -           | 82     | 5      |
| 2009-2010           | PSV                 | ED                  | 5          | 1          | CO              | 0               | 0               | UEL                | 4                  | 0                  | -           | -           | -           | 9      | 1      |
| 2010-2011           | PSV                 | ED                  | 4          | 0          | CO              | 1               | 0               | UEL                | 4                  | 0                  | -           | -           | -           | 9      | 0      |
| 2011-2012           | Roda JC             | ED                  | 25         | 2          | CO              | 2               | 0               | -                  | -                  | -                  | -           | -           | -           | 27     | 2      |
| 2012-2013           | PSV                 | ED                  | 0          | 0          | CO              | 0               | 0               | UEL                | 0                  | 0                  | -           | -           | -           | 0      | 0      |
| Totale PSV          | Totale PSV          | Totale PSV          | 9          | 1          |                 | 1               | 0               |                    | 8                  | 0                  |             | -           | -           | 16     | 1      |
| 2013-gen. 2014      | Vojvodina           | SL                  | 9          | 0          | KS              | 3               | 0               | -                  | -                  | -                  | -           | -           | -           | 12     | 0      |
| gen.-giu. 2014      | Konyaspor           | SL                  | 7          | 1          | TK              | 0               | 0               | -                  | -                  | -                  | -           | -           | -           | 7      | 1      |
| 2014-2015           | Konyaspor           | SL                  | 21         | 0          | TK              | 5               | 1               | -                  | -                  | -                  | -           | -           | -           | 26     | 1      |
| 2015-2016           | Konyaspor           | SL                  | 32         | 4          | TK              | 8               | 3               | -                  | -                  | -                  | -           | -           | -           | 40     | 7      |
| 2016-2017           | Konyaspor           | SL                  | 27         | 4          | TK              | 5               | 1               | UEL                | 4                  | 0                  | -           | -           | -           | 36     | 5      |
| Totale Konyaspor    | Totale Konyaspor    | Totale Konyaspor    | 87         | 9          |                 | 18              | 5               |                    | 4                  | 0                  |             | -           | -           | 109    | 14     |
| 2017-gen. 2018      | Olympiakos          | SL                  | 1          | 0          | CG              | 2               | 0               | UCL                | 2                  | 0                  | -           | -           | -           | 5      | 0      |
| gen.-giu. 2018      | Verona              | A                   | 15         | 1          | CI              | 0               | 0               | -                  | -                  | -                  | -           | -           | -           | 15     | 1      |
| Totale carriera     | Totale carriera     | Totale carriera     | 229        | 18         |                 | 26              | 5               |                    | 14                 | 0                  |             | -           | -           | 269    | 23     |

### Cronologia presenze e reti in nazionale
| Cronologia completa delle presenze e delle reti in nazionale ― Serbia | Cronologia completa delle presenze e delle reti in nazionale ― Serbia | Cronologia completa delle presenze e delle reti in nazionale ― Serbia | Cronologia completa delle presenze e delle reti in nazionale ― Serbia | Cronologia completa delle presenze e delle reti in nazionale ― Serbia | Cronologia completa delle presenze e delle reti in nazionale ― Serbia | Cronologia completa delle presenze e delle reti in nazionale ― Serbia | Cronologia completa delle presenze e delle reti in nazionale ― Serbia |
| Data                                                                  | Città                                                                 | In casa                                                               | Risultato                                                             | Ospiti                                                                | Competizione                                                          | Reti                                                                  | Note                                                                  |
| --------------------------------------------------------------------- | --------------------------------------------------------------------- | --------------------------------------------------------------------- | --------------------------------------------------------------------- | --------------------------------------------------------------------- | --------------------------------------------------------------------- | --------------------------------------------------------------------- | --------------------------------------------------------------------- |
| 14-11-2009                                                            | Lurgan                                                                | Irlanda del Nord                                                      | 0 – 1                                                                 | Serbia                                                                | Amichevole                                                            | -                                                                     | 67’                                                                   |
| 18-11-2009                                                            | Londra                                                                | Corea del Sud                                                         | 0 – 1                                                                 | Serbia                                                                | Amichevole                                                            | -                                                                     | 88’                                                                   |
| 5-9-2016                                                              | Belgrado                                                              | Serbia                                                                | 2 – 2                                                                 | Irlanda                                                               | Qual. Mondiali 2018                                                   | -                                                                     |                                                                       |
| 6-10-2016                                                             | Chișinău                                                              | Moldavia                                                              | 0 – 3                                                                 | Serbia                                                                | Qual. Mondiali 2018                                                   | -                                                                     | 39’ 72’                                                               |
| 24-3-2017                                                             | Tbilisi                                                               | Georgia                                                               | 1 – 3                                                                 | Serbia                                                                | Qual. Mondiali 2018                                                   | -                                                                     | 46’                                                                   |
| 11-6-2017                                                             | Belgrado                                                              | Serbia                                                                | 1 – 1                                                                 | Galles                                                                | Qual. Mondiali 2018                                                   | -                                                                     |                                                                       |
| 5-9-2017                                                              | Dublino                                                               | Irlanda                                                               | 0 – 1                                                                 | Serbia                                                                | Qual. Mondiali 2018                                                   | -                                                                     |                                                                       |
| 14-11-2017                                                            | Ulsan                                                                 | Corea del Sud                                                         | 1 – 1                                                                 | Serbia                                                                | Amichevole                                                            | -                                                                     |                                                                       |
| Totale                                                                |                                                                       | Presenze                                                              | 8                                                                     |                                                                       | Reti                                                                  | 0                                                                     |                                                                       |

## Palmares

### Club

#### Competizioni nazionali
- Campionato serbo: 1

Stella Rossa: 2005-2006
- Coppa di Serbia: 1

Vojvodina: 2013-2014
- Coppa di Turchia: 1

Konyaspor: 2016-2017